# Fats Waller
Thomas Wright Waller  (Nova Iorque,21 de maio de 1904 - Kansas City, 15 de dezembro de 1943) mais conhecido como Fats Waller, foi pianista de jazz, organista, compositor e comediante dos Estados Unidos.
Waller foi um dos mais populares artistas de sua época, com sucesso comercial e de crítica, em seu país e na Europa. Foi também fértil compositor, com várias composições ainda tocadas para modernas audiências, como "Honeysuckle Rose", "Ain't Misbehavin'" e "Squeeze Me".

## Biografia
Nasceu no Harlem, em Nova Iorque, filho de um pastor batista. Começou estudando piano clássico e órgão na igreja. Jovem ainda teve lições regulares com um conhecido pianista do Harlem, James P. Johnson, que o ensinou jazz. Também foi influenciado por Willie "The Lion" Smith, músico que tocava um tipo de música chamada stride. Fats gravou pela primeira vez com 18 anos.
Waller contraiu pneumonia e morreu numa viagem de trem próximo à cidade de Kansas, no Missouri, em 15 de dezembro de 1943. Assim que o trem chegou ao destino, a notícia da morte de Waller se espalhou pela estação, chegando a outro trem que ia para oeste. Nesse trem estava Louis Armstrong, que ao saber do fato, chorou por horas.